# Катастрофа Boeing 707 в Париже
Катастрофа Boeing 707 в Париже (также известная как Катастрофа Шато-де-Сюлли) — крупная авиационная катастрофа, произошедшая в воскресенье 3 июня 1962 года. Авиалайнер Boeing 707-328B авиакомпании Air France выполнял плановый рейс AF007 по маршруту Париж—Нью-Йорк—Атланта—Хьюстон, но в момент вылета из аэропорта Парижа выкатился за пределы ВПП и разрушился. Из находившихся на его борту 132 человек (122 пассажира и 10 членов экипажа) выжили всего 2.
Катастрофа рейса 007 стала первой катастрофой одного реактивного самолёта, в которой погибли свыше 100 человек, а на момент событий (1962 год) являлась крупнейшей катастрофой одного самолёта.

## Самолёт
Boeing 707-328B (регистрационный номер F-BHSM, заводской 17920, серийный 159) был выпущен компанией «Boeing» в 1960 году и 24 августа совершил свой первый полёт. 21 сентября того же года был передан авиакомпании Air France, в которой получил имя Château de Sully. Оснащён четырьмя турбореактивными двигателями Pratt & Whitney JT4A-9. На день катастрофы налетал 4491 час.

## Экипаж и пассажиры
Самолётом управлял очень опытный экипаж, его состав был таким:
- Командир воздушного судна (КВС) — 39-летний Ролан Ош (фр. Roland Hoche). Опытный пилот, проработал в авиакомпании Air France 16 лет и 1 месяц (с мая 1946 года). Управлял самолётами Douglas DC-3, DC-4, SE.161, L-749, L-1049 и SE-210. В должности командира Boeing 707 — с 22 апреля 1961 года. Налетал 14 225 часов, 743 из них на Boeing 707.
- Второй пилот — 40-летний Жак Питуазе (фр. Jacques Pitoiset). Опытный пилот, проработал в авиакомпании Air France 15 лет и 11 месяцев (с 1 июля 1946 года). Управлял самолётами DC-3, L-749, L-1049 и L-1649. В должности второго пилота Boeing 707 — с 12 августа 1960 года. Налетал 15 194 часа, 1407 из них на Boeing 707.
- Штурман — 42-летний Раймон Готран (фр. Raymond Gautrand). Проработал в авиакомпании Air France 6 лет и 7 месяцев (с 15 ноября 1955 года). В должности штурмана Boeing 707 — с 20 сентября 1960 года. Налетал 15 274 часа, 721 из них на Boeing 707.
- Бортинженер — 42-летний Робер Барре (фр. Robert Barres). Проработал в авиакомпании Air France 14 лет и 2 месяца (с 13 апреля 1948 года). В должности бортинженера Boeing 707 — с 14 апреля 1961 года. Налетал 13 056 часов, 828 из них на Boeing 707.

В салоне самолёта работали 6 бортпроводников:
- Робер Мансел (фр. Robert Mancel), 42 года — старший бортпроводник. В Air France с 15 июня 1948 года.
- Франсуа Гютрюпи (фр. Francois Gutrupi), 41 год. В Air France с 5 мая 1949 года.
- Робер Люгон (фр. Robert Lugon), 39 лет. В Air France с 8 марта 1954 года.
- Мари Баро (фр. Marie Barot), 25 лет. В Air France со 2 мая 1961 года.
- Жаклин Жиль (фр. Jacqueline Gille), 25 лет. В Air France со 2 ноября 1959 года.
- Франсуаз Оти (фр. Francoise Authie), 23 года. В Air France с 20 июля 1960 года.

| Гражданство | Пассажиры | Экипаж | Всего |
| ----------- | --------- | ------ | ----- |
| США         | 122       | 0      | 122   |
| Франция     | 0         | 10     | 10    |
| Итого       | 122       | 10     | 132   |

## Хронология событий
Boeing 707-328B борт F-BHSM выполнял рейс AF007 из Парижа в Хьюстон с промежуточными посадками в Нью-Йорке и Атланте, в ходе которого перевозил группу американских туристов, возвращавшихся домой после экскурсии по Парижу. В 08:47 лайнер прибыл в аэропорт Орли и встал на стоянке D24. После того, как все 122 пассажира сели на борт самолёта, в 11:28 рейс 007 отъехал от перрона и по рулёжной дорожке №13 направился к началу ВПП №08. Его взлётный вес составлял 137 700 килограммов.
В 11:31 рейс 007 получил разрешение занимать исполнительный старт, а в 11:32 разрешение на взлёт. Экипаж увеличил режим двигателей, а через 6 секунд, когда они вышли на полный режим, отпустил тормоза, после чего лайнер начал разгон по ВПП с ускорением около 1,8 м/с². Поначалу разгон проходил без отклонений. Скорость V1 (272 км/ч) была достигнута примерно через 1500 метров, а на 48-й секунде была достигнута скорость VR (293 км/ч), после чего пилоты начали подъём носовой стойки шасси. Но она поднялась лишь незначительно и экипаж принял решение прервать взлёт, после чего штурвал был отклонён «от себя» и носовая стойка шасси вновь коснулась ВПП, пробыв в воздухе около 4-6 секунд. От начала разгона самолёт пробежал 2609 метров, а его скорость достигла максимального значения (331,5 км/ч), когда в 680 метрах от конца ВПП пилоты задействовали реверс и аварийное торможение, хотя и не применили интерцепторы. В результате авиалайнер начал замедляться с ускорением около 2 м/с².
Первые 150 метров торможение происходило в нормальном режиме, но затем пилоты увеличили интенсивность торможения, что привело к блокировке колёс и их юзу по ВПП. Резина кордовой оболочки задымилась и спустя 250 метров с начала торможения шины на правой стойке шасси лопнули. Стальные диски колёс шасси со скрежетом заскользили по полосе, а лайнер начало разворачивать вправо, при этом оба правых двигателя (№3 и 4) коснулись поверхности ВПП и начали оставлять белые следы сдираемой краски фюзеляжа. Пилоты смогли выпрямить самолёт по оси с помощью руля направления, но затем на скорости около 296 км/ч рейс AF007 выехал с ВПП. Через 110 метров левая стойка шасси оторвалась и оба левых двигателя (№1 и 2) врезались в землю. Левая плоскость крыла начала разрушаться, а вытекшее авиатопливо воспламенилось, вызвав пожар. Затем лайнер пробил ограждение аэропорта Орли, лишившись двигателя №2 (левый внутренний), и через 20 метров и в 300 метрах от ВПП пересёк окружную автодорогу, при этом оторвалась носовая стойка шасси. Проскользив под углом 40° «на брюхе» по крутому берегу Сены, рейс AF007 врезался в огни приближения и затем в дом и гараж; при этом полностью разрушилась кабина экипажа (тела КВС и второго пилота нашли в обломках гаража), после оторвалась хвостовая часть, а центральная часть фюзеляжа с обрубленными левым крылом и носовой частью пронеслась ещё 100 метров и остановилась в 550 метрах от ВПП №08. 62 800 килограммов авиатоплива воспламенились, вызвав пожар площадью около 2400 м², который почти полностью уничтожил самолёт.
Уже в 11:34 к месту катастрофы прибыла первая пожарная машина модели «Walter»; она единственная смогла преодолеть препятствия от аэропорта до места катастрофы. К 11:38 прибыли остальные 6 пожарных машин аэропорта, а в 11:40 три машины скорой помощи, два автокрана и два грузовика с накрытыми тентами кузовами. В 11:45 спасательные службы нашли в относительно уцелевшей хвостовой части самолёта троих тяжелораненых стюардесс (Мари Баро, Жаклин Жиль и Франсуа Оти), но позже одна из них (Мари Баро) умерла в больнице от полученных ранений. Всего в катастрофе погибли 130 человек (8 членов экипажа и все 122 пассажира).
В истории пассажирской и реактивной авиации (но не в истории авиации вообще) это была первая катастрофа с участием одного самолёта, в которой погибли свыше 100 человек. Также на момент событий это была крупнейшая катастрофа одного самолёта, а также вторая крупнейшая авиакатастрофа в мире (после столкновения над Нью-Йорком, 134 погибших). На 2019 год (по числу погибших) эта катастрофа занимает 2-е место в истории авиакомпании Air France (после катастрофы A330 в Атлантике, 228 погибших), 4-е среди произошедших во Франции и 5-е в истории самолёта Boeing 707. Также это крупнейшая авиакатастрофа французского самолёта на территории Франции.

## Расследование
Расследованием причин катастрофы рейса AF007 занялось Бюро по расследованию и анализу безопасности гражданской авиации (BEA).
Среди причин катастрофы рассматривались такие версии, как отказ приборов, двигателей, систем управления, рулей, автоматики, а также ошибочные действия экипажа, потеря электропитания и даже злой умысел. После рассмотрения всех вариантов было установлено, что к катастрофе привели многочисленные ошибки экипажа (неверный расчёт скоростей VR (скорость отрыва носовой стойки шасси от ВПП) и VLOF (скорость отрыва самого самолёта от ВПП); они оказались завышены, что требовало увеличения усилий, прикладываемых к штурвалу) и отказ электрической системы управления электроприводом стабилизатора. Сочетание этих двух факторов привело к тому, что КВС не приложил к штурвалу достаточных усилий, чтобы суметь превзойти сопротивление, созданное воздействующими на стабилизатор аэродинамическими силами. Когда же экипаж принял решение о прекращении взлёта, имеющегося запаса длины ВПП уже не хватало для безопасной остановки лайнера.
Проведённые испытания показали, что если бы пилоты приняли решение продолжать взлёт, то командир мог бы суметь приложить достаточно усилий для эффективного управления рулями высоты. По мнению же представителей Air France, КВС в возникшей ситуации не имел всех необходимых элементов для принятия решения, на которое оставалось несколько секунд. По вопросу, смог бы командир после принятия решения о прекращении взлёта исправить возникшую ситуацию или нет, члены комиссии не смогли договориться.
Окончательный отчёт расследования BEA был опубликован 17 января 1965 года.

## Реакция
Катастрофа рейса AF007 произошла в разгар проходившего в США движения за гражданские права. В знак скорби активисты Мартин Лютер Кинг и Гарри Белафонте объявили об отмене сидячей забастовки в центре Атланты, которая проходила в знак протеста против расовой сегрегации. Между тем, лидер движения «Нация ислама» Малкольм Икс на выступлении в Лос-Анджелесе заявил:

Я хотел бы объявить о прекрасном событии, произошедшем сегодня… Сегодня я получил знак от Бога… хорошо, хорошо, кто-то появился и сказал мне, что на наши молитвы действительно ответили во Франции. Он уронил самолёт из неба с более чем 120 белыми людьми на нём, потому что мусульмане верят в «око за око» и «зуб за зуб». Но благодаря Богу, или Иегове, или Аллаху, мы будем молиться, и мы верим, что каждый день другие самолёты также будут падать с неба.
Оригинальный текст (англ.)I would like to announce a very beautiful thing that has happened… I got a wire from God today… well, all right, somebody came and told me that he really had answered our prayers over in France. He dropped an airplane out of the sky with over 120 white people on it because the Muslims believe in an eye for an eye and a tooth for a tooth. But thanks to God, or Jehovah, or Allah, we will continue to pray, and we hope that every day another plane falls out of the sky.
Мэр Лос-Анджелеса Сэм Йорти в ответ на данную речь заявил: Это показывает искажённое мышление, которое есть у этого злодея (англ. This shows the distorted type of mind this fiend has). Также с речью Малкольма не согласился и Кинг. Впоследствии по поводу парижской авиакатастрофы Малкольм цинично заявил: Посланник должен был убить больше (англ. The Messenger should have done more). Это был первый инцидент, когда Малкольм Икс получил известность на всю страну.

## Память
- Среди 122 погибших пассажиров-американцев 111 были жителями Атланты и являлись членами Атлантской ассоциации искусств (англ. Atlanta Art Association). В память о погибших в Атланте был построен Мемориальный музей искусств[6]. В октябре 1962 года данному музею парижский Лувр подарил многие свои экспонаты, включая скульптуру «Тень» работы Огюста Родена. Также временно в музее Атланты выставлялась картина «Мать Уистлера»[10].
- Памяти погибших в 1968 году был открыт Мемориальный Вудроффский центр искусств[англ.] (англ. Woodruff Arts Center).

## Последствия катастрофы
Вопреки традиции после катастрофы отказываться от номера рейса в знак уважения к погибшим на нём, рейс AF007 в авиакомпании Air France существует и поныне; номер рейса AF7, маршрут Нью-Йорк—Париж и по нему летают Airbus A380 и Boeing 777-300.

## Культурные аспекты
Памяти катастрофы рейса 007 писательница Энн Ухри Абрамс (англ. Ann Uhry Abrams) в 2002 году опубликовала книгу «Взрыв в Орли: Катастрофа, изменившая Атланту» (англ. Explosion at Orly: The Disaster that Transformed Atlanta).

### Комментарии
1. ↑  Здесь и далее указано Всемирное координированное время — UTC